# Círculo de Bla
Bla es una subdivisión administrativa (cercle o círculo) de la región de Segú, en Malí. En abril de 2009 tenía una población censada de 283 678 habitantes y estaba formada por las siguientes comunas o municipios, que se muestran igualmente con población de abril de 2009:
- Beguene 11,900
- Bla 45,474
- Diaramana 20,053
- Diena 9,502
- Dougouolo 8,711
- Falo 41,144
- Fani 13,821
- Kazangasso6,001
- Kemeni 13,422
- Korodougou 11,336
- Koulandougou 4,710
- Niala 10,262
- Samabogo 13,210
- Somasso 10,948
- Tiemena 11,169
- Touna 30,399
- Yangasso 21,616[1]